# 高谷正哲
高谷 正哲（たかや まさのり、1978年7月12日（46歳） - ）は、東京オリンピック・パラリンピック競技大会組織委員会スポークスパーソン。

## 来歴
東京都出身。
慶應義塾大学在学中に全国大学選抜トライアスロンチームタイムトライアル選手権で準優勝。
2000年、ITU世界デュアスロン選手権に日本代表として出場。
大学卒業後の2001年、株式会社マッキャンエリクソンに入社（約5年間営業職に従事）。
2006年に渡米、シラキュース大学大学院ニューハウススクールで、Public Relations（広報）の修士号を取得。
帰国後の2007年、IAAF世界陸上大阪大会組織委員会、東京2016オリンピック・パラリンピック招致委員会にて勤務。
2010年、ITU国際トライアスロン連合の広報に就任。
2011年、東京2020オリンピック・パラリンピック招致委員会戦略広報部シニアディレクター代行に就任。
2014年1月、東京オリンピック・パラリンピック競技大会組織委員会広報局広報部の戦略広報課長に就任。2017年8月、同組織委員会のスポークスパーソンに就任（小野日子の後任）。
2023年6月、アジアトライアスロン事務総長に就任。

## 東京2020組織委員会スポークスパーソンとして

### 新型コロナウイルス感染拡大に伴う無観客対応
新型コロナウイルスの感染拡大に伴い2020年のオリンピック開催が延期され、翌年の開催についても危ぶまれていたが、高谷は2020年8月4日の会見で「IOC会長（トーマス・バッハ ）も無観客は望んでいない」「コロナの状況をしっかり見極めながら、来年の大会を開催していくために必要な対策をしっかり講じていく」と意気込みを述べた。同年10月30日の会見でも「中止は一切検討されていない。無観客も検討されていない」と強調した。しかし、2021年7月8日に東京都、神奈川県、千葉県、埼玉県の1都3県を無観客開催に決めると、9日には北海道、10日には福島県の無観客開催を決定した。高谷は「観戦可能な競技を周知した直後にこのような連絡となり、特にチケットホルダーに対し申し訳ない」と謝罪した。

### 小山田圭吾のいじめ・暴行騒動についての対応
開閉会式の制作メンバーに作曲家として名を連ねている小山田圭吾が、過去に障害者に対する凄惨ないじめを行っていた問題について、国内外から小山田を不適任とする批判が相次いでいる中、高谷は2021年7月19日の会見で「ご本人が発言について後悔して反省しておられる」「現在は高い倫理観を持って創作活動するクリエーターと考えている」として、小山田の留任を強調した。同日午前、官房長官の加藤勝信が小山田の件について「組織委で適切に対応を取っていくことが必要だ」と会見していたが、高谷は「承知していない」と回答した。この対応については、元大阪府知事の橋下徹も苦言を呈するなど批判が強まったが、同日夜に小山田本人が辞任を申し出たことにより騒動は収束へと至った。